# Gène SRY
Pour les articles homonymes, voir SRY (homonymie).
Le gène SRY (sigle de l'anglais Sex-determining region of Y chromosome) est un gène architecte présent sur le chromosome Y de la plupart des mammifères thériens, et impliqué dans la différenciation sexuelle des mâles. Chez Homo sapiens, il est situé sur le bras P (le bras court du chromosome), en position Yp11.31.

## Découverte
En 1989, une étude a démontré la présence d'un gène responsable du déclenchement du mécanisme de différenciation sexuelle des gonades chez Homo sapiens. Après observation sur le caryotype de certaines femmes XX et d'hommes XY, il a été démontré qu'une partie du haut du chromosome Y était responsable de la différenciation sexuelle gonadique. Ce gène est alors appelé SRY pour Sex-determining Region Y.

## Mode d'action
La protéine qu'il code est le facteur déterminant des testicules, ou TDF, qui est un facteur de transcription de la famille des protéines SOX. 
La synthèse de cette protéine active sa propre expression et celle d'autres gènes notamment le gène SOX9 qui induit alors l'expression des gonades en testicules. Sans le gène SRY, le développement des gonades indifférenciées en testicules est impossible.

## Anomalies génétiques
Les troubles du développement sexuel (DSD) sont des maladies rares de nature génétique atypique dont l'incidence estimée est d'une personne sur 4 500.
Il s'ensuit que, très rarement, des individus peuvent présenter un phénotype sexuel en contradiction avec leur caryotype :  anatomiquement femelle ou mâle (leur sexe étant défini par leurs caractères anatomiques), mais génétiquement de l'autre sexe.
Ainsi, des individus XY peuvent posséder un gène SRY porteur d'une mutation ponctuelle qui génère un codon-stop. La protéine codée par le gène SRY sera alors raccourcie et non fonctionnelle. Le phénotype sera dans ce cas celui d'une femelle alors que le caryotype est celui d'un mâle. 
Tous les individus XX possèdent également un gène SRY, qui est normalement inhibé. Cependant, quand il est atteint d'une mutation le rendant fonctionnel, cela peut donner un phénotype mâle pour un caryotype femelle.  
Le gène SRY est responsable du sexe gonadique d'une partie des animaux, principalement chez les mammifères.

## Évolution
Le gène SRY pourrait provenir d'une duplication du gène SOX3, lié au chromosome X et faisant lui aussi partie de la famille des gènes SOX. Cette duplication serait survenue chez un ancêtre commun aux Thériens, après la séparation entre ceux-ci et les monotrèmes. Les monotrèmes ne possèdent pas ce gène et présentent un système de détermination sexuelle différent de celui des Thériens.
SRY est un gène évoluant rapidement. Un petit nombre de Thériens ne le possèdent pas et montrent d'autres formes de détermination sexuelle.